# Származékos mű
Származékos mű egy szerzői jogi fogalom; olyan mű, amely más, már létező műveken alapul – így pl. fordításon, zenei feldolgozáson, színpadra alkalmazáson, regényként való feldolgozáson, megfilmesítésen, hangfelvételen, művészi reprodukción, rövidítésen, tömörítésen –, vagy bármi más olyan formán, amelyben a mű átalakítva, átdolgozva, adaptálva megjelenik. Szerzői jogi védelem alatt áll – az eredeti mű szerzőjét megillető jogok sérelme nélkül – más szerző művének átdolgozása, feldolgozása vagy fordítása is, ha annak egyéni, eredeti jellege van.

„Az Szjt. 29. §-a szerint a szerző kizárólagos joga, hogy a művét átdolgozza, illetve hogy erre másnak engedélyt adjon. Átdolgozásnak minősül – egyebek mellett – a filmalkotás átdolgozása és a mű minden más olyan megváltoztatása, amelynek eredményeképpen a műből származékos mű jön létre.”

A Creative Commons licenc értelmében a kollektív műnek minősülő mű nem tekintendő ilyennek. 
Ha a mű zenemű vagy hangfelvétel, a mozgóképként megjelenő, a művel időben összekapcsolódó szinkronizálást származékos műnek tekintik.